# Harry E. Lang
Harry E. Lang (Nova York, 29 de dezembro de 1894 - Hollywood, 3 de agosto de 1953) era um ator e dublador americano, que havia trabalhado em The Cisco Kid. Ele é conhecido por trabalhar na MGM.

## Vida pessoal e carreira
Harry Lang nasceu em 29 de dezembro de 1894 em Nova York. Ele estreou no cinema no curta de 1929 da Vitaphone, Who's Who?, em que ele e o parceiro Bernice Haley apresentaram uma versão inicial de Who's on First?
Ocasionalmente, ele dublava Tom nos desenhos de Tom e Jerry. 
Em 1946, ele foi escalado como Pancho na série de rádio Cisco Kid, ao lado de Jack Mather no papel-título.

## Morte
Em 1953, Lang adoeceu de problemas cardíacos e foi forçado a deixar o Cisco Kid . Após um breve retorno ao programa, ele morreu de ataque cardíaco em 3 de agosto de 1953 em Hollywood, Califórnia. Mel Blanc o substituiu como Pancho até a série terminar em 1956.